# Itauguá
Itauguá é um distrito do departamento de Central, Paraguai.

## Desporto
A cidade possui um clube filiado a Asociación Paraguaya de Fútbol, o 12 de Octubre Football Club[carece de fontes?]

## Transporte
O município de Itauguá é servido pelas seguintes rodovias:
- Caminho em pavimento ligando a cidade ao município de Areguá
- Caminho em pavimento ligando a cidade ao município de Ypacaraí
- Caminho em pavimento ligando a cidade ao município de Itá
- Ruta 02, que liga o município de Coronel Oviedo (Departamento de Caaguazú) a Assunção[1][2][3]